# Jan Davidszoon de Heem
Jan Davidszoon de Heem (Utrecht, 1606 — Antuérpia, 1684) foi um pintor neerlandês do século XVII, no chamado Século de Ouro dos Países Baixos. Foi autor de naturezas-mortas e fruteiras, pintadas com grande realismo. Está representado nos museus de Dresden, Amesterdão, Viena e Madrid (Museu do Prado).

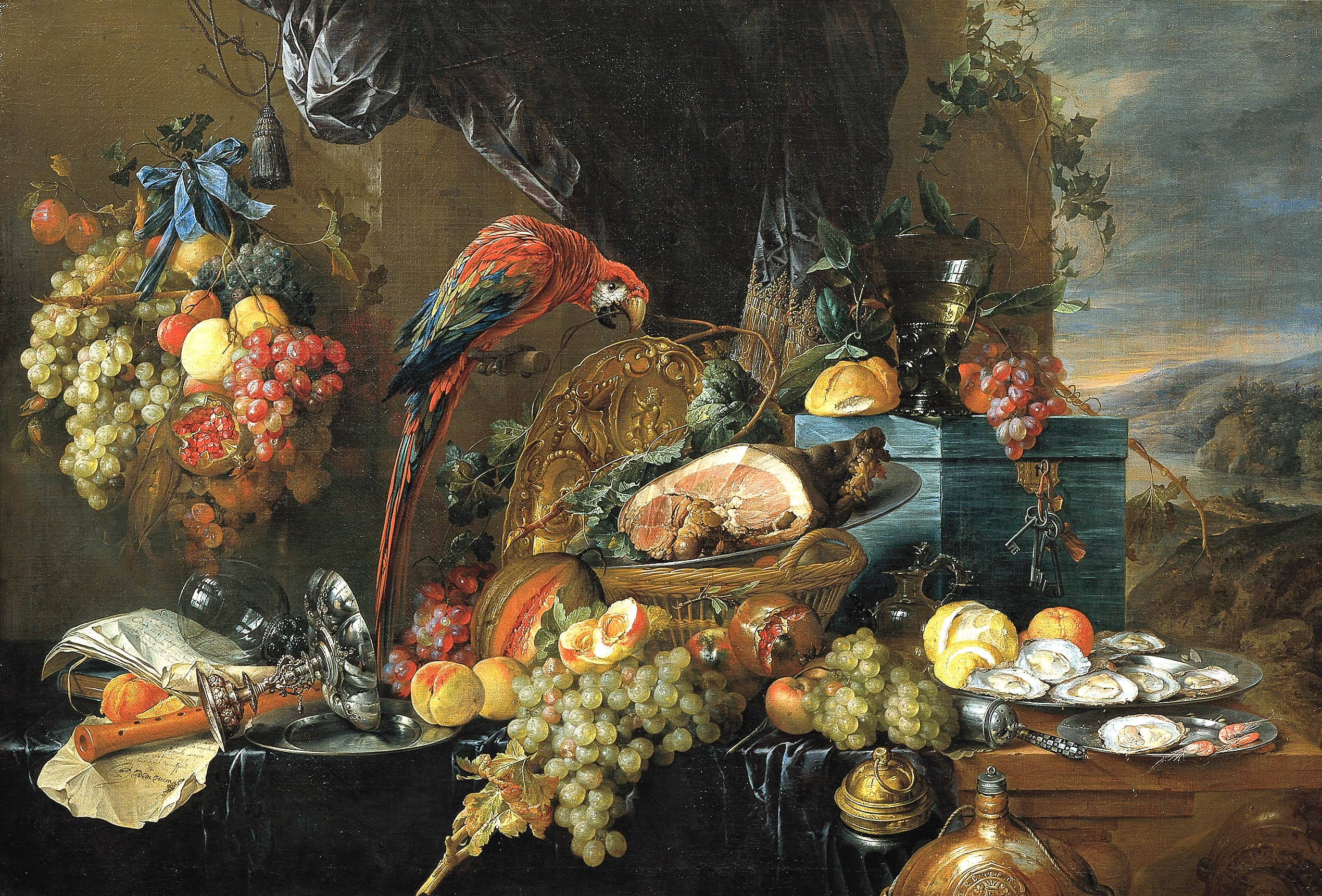
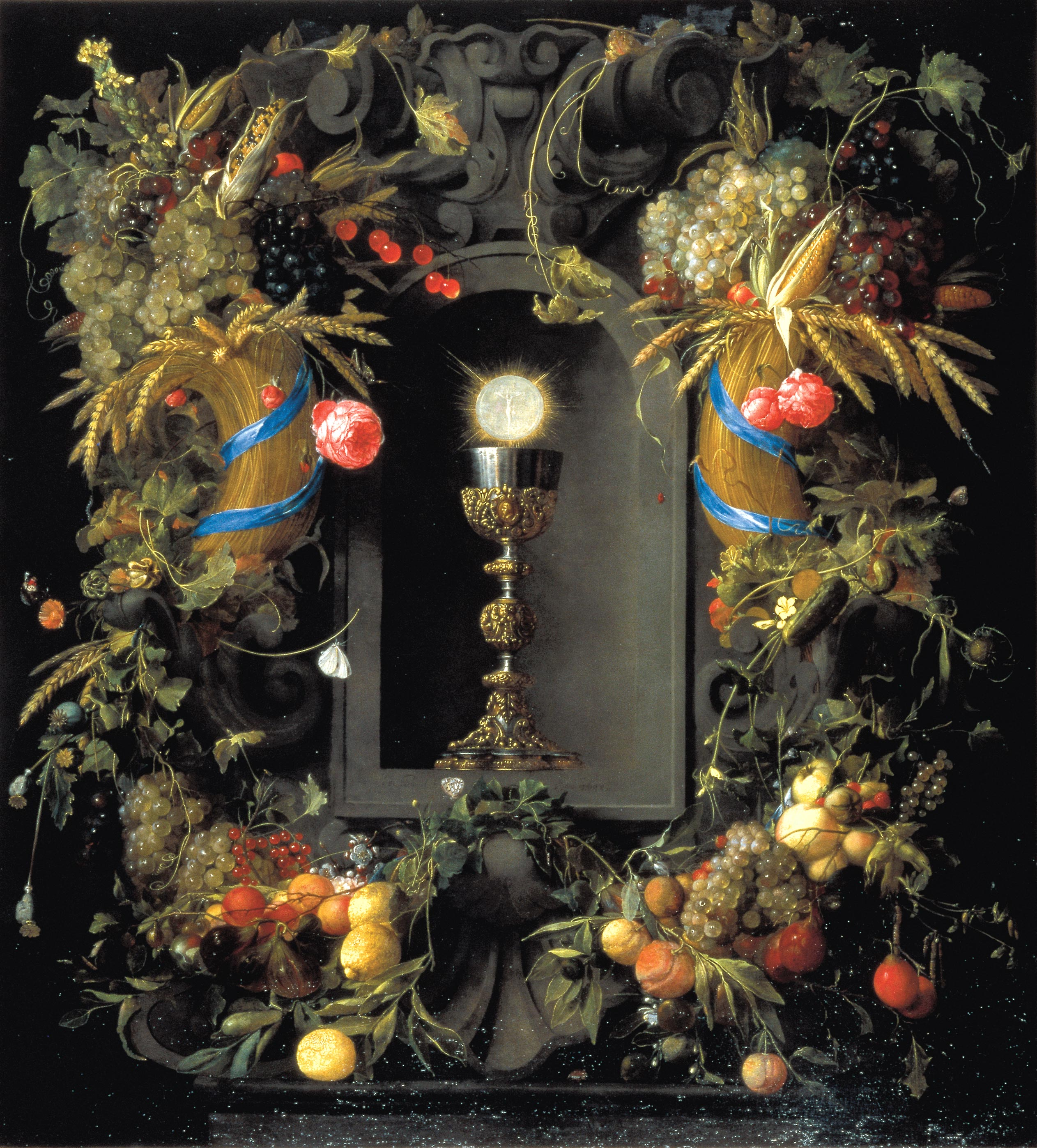
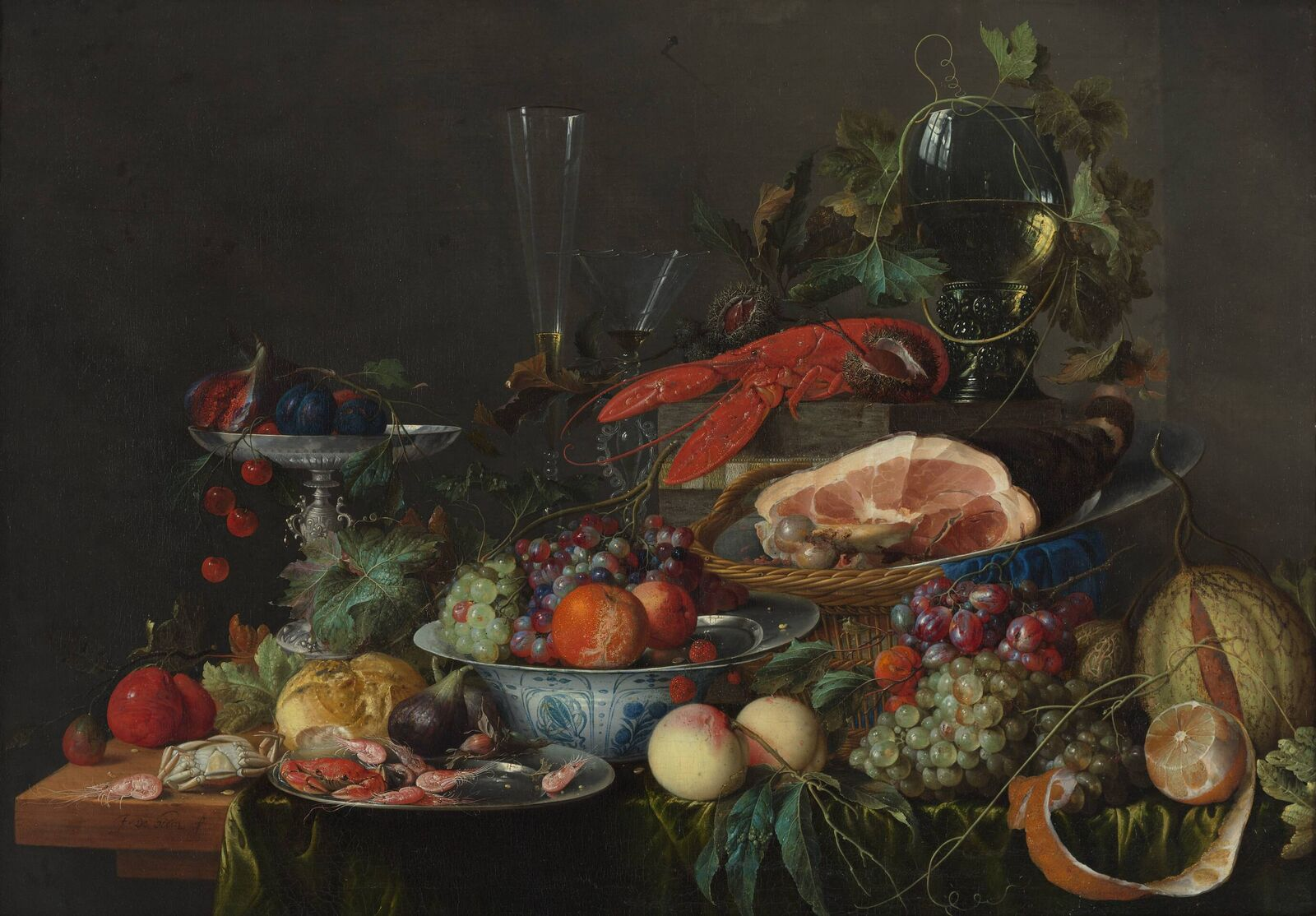
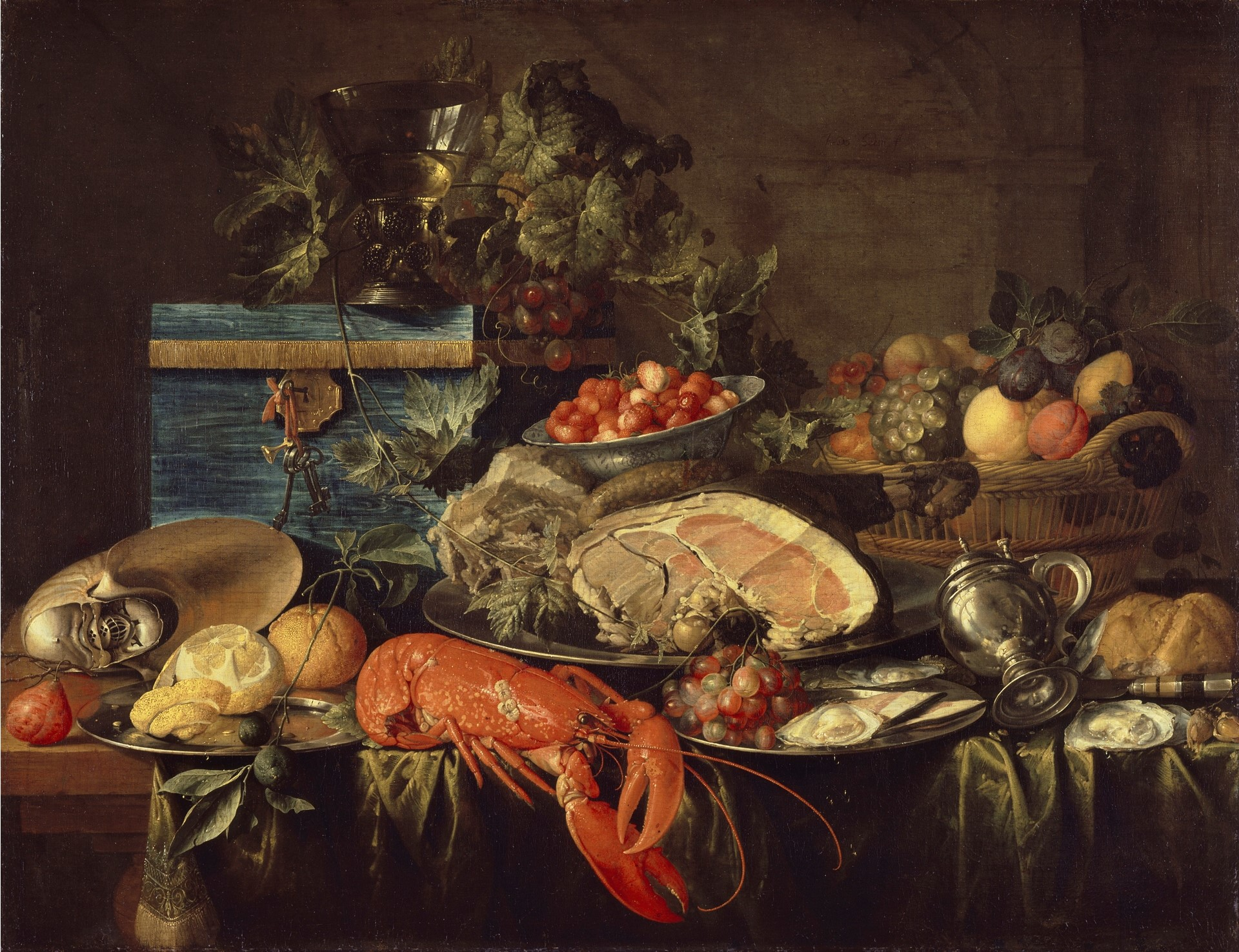
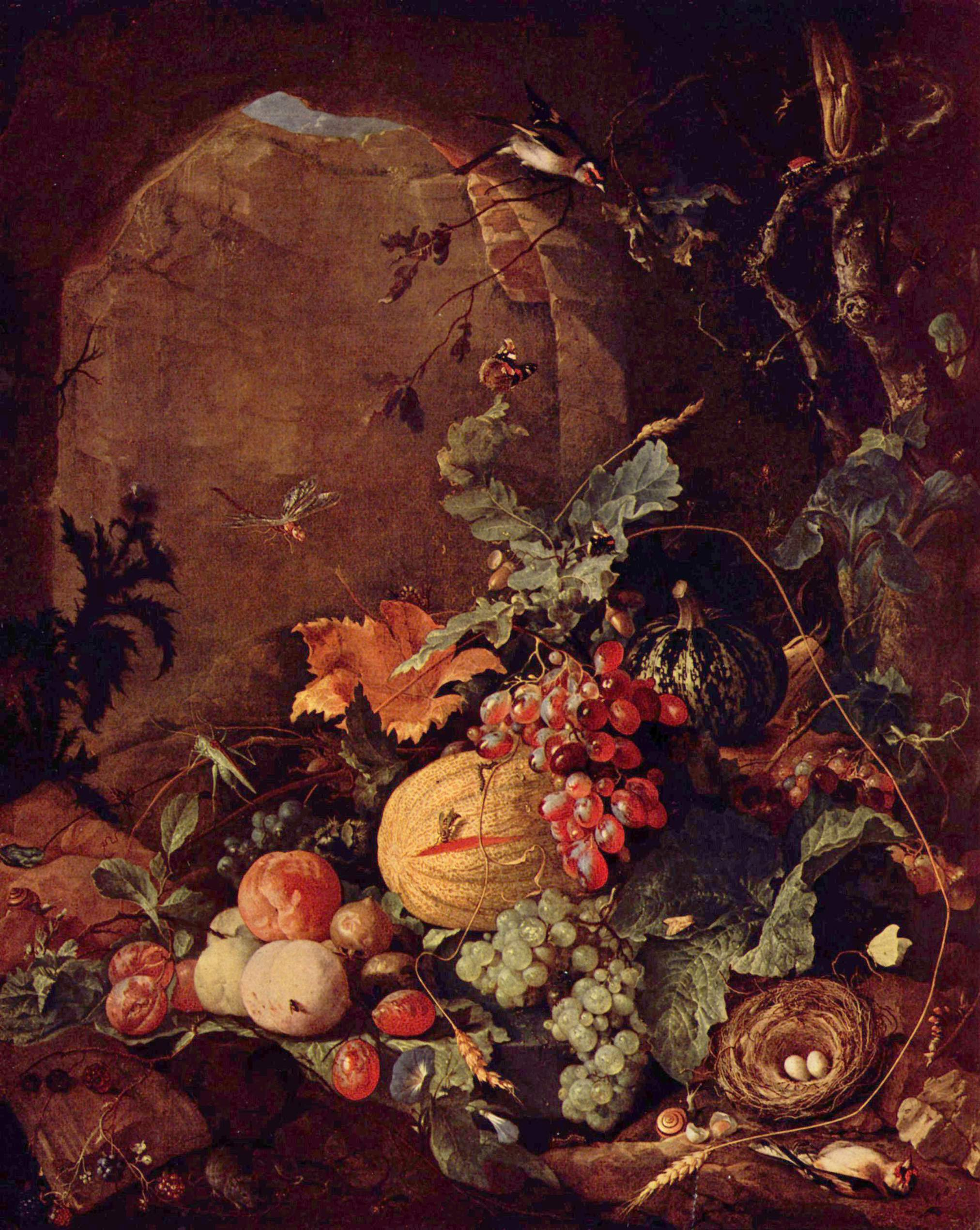
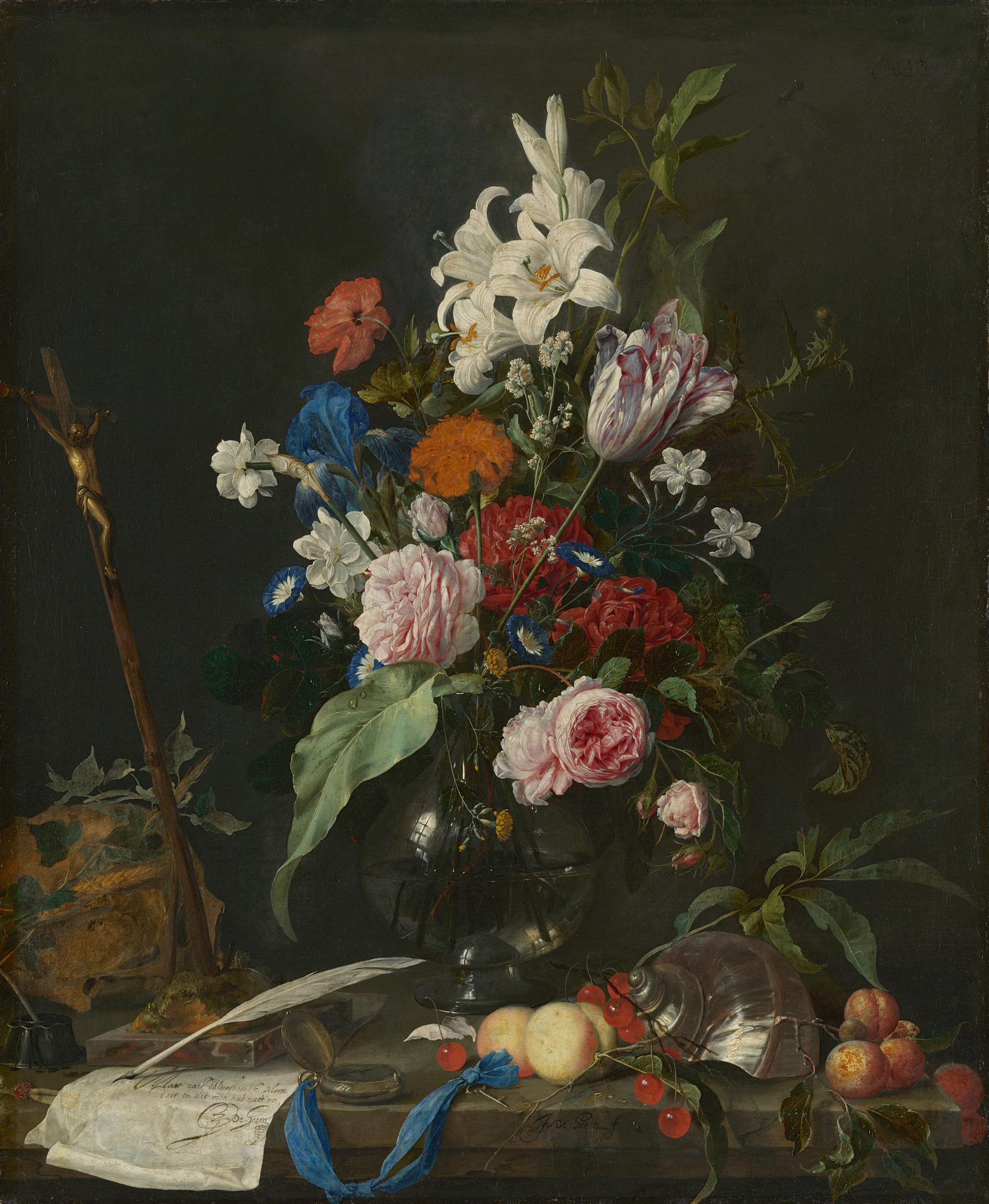

Pinturas de Jan Davidszoon de Heem